# Cirolana kiliani
Cirolana kiliani är en kräftdjursart som beskrevs av Müller 1993. Cirolana kiliani ingår i släktet Cirolana och familjen Cirolanidae. Inga underarter finns listade i Catalogue of Life.